# Escudo de Alberta
El Escudo de Alberta fue concedido por Orden Real el 30 de mayo de 1907 por el rey Eduardo VII del Reino Unido. El 30 de julio de 1980, se añadieron los adornos del escudo (la cimera, los soportes y el lema), por Orden Real de la reina Isabel II. El escudo de armas representa los recursos naturales y la belleza del paisaje de Alberta: las Montañas Rocosas y sus laderas, las praderas verdes y los campos de trigo.
El escudo aparece también en la bandera de Alberta.

## Símbolos
El escudo presenta, de arriba abajo, la cruz roja de San Jorge en un fondo blanco, cielo azul, montañas nevadas, colinas verdes, praderas y un campo de trigo. 
La cresta se sitúa por encima del escudo y consiste en un casco coronado con una corona roja y plateada, sobre la cual descansa un castor, y sobre el que se sitúa a su vez la Corona Real. El blanco y rojo son los colores oficiales de Canadá y el castor es el animal oficial de Canadá.
Los soportes se sitúan a ambos lados del mismo y consisten en un león dorado, a la izquierda, (que representa el poder) y un berrendo, a la derecha, (que representa los recursos naturales de Alberta). Es curioso que ninguno de éstos sea el animal oficial de Alberta (que es el muflón canadiense).
El compartimiento o base es un monte cubierto de rosas silvestres, la flor oficial de Alberta, y por debajo de él aparece una pancarta con el lema de Alberta: Fortis et Liber, que significa "Fuerte y Libre".